# Колацоне
Колацо̀не (на италиански: Collazzone) е малко градче и община в Централна Италия, провинция Перуджа, регион Умбрия. Разположено е на 469 m надморска височина. Населението на общината е 3565 души (към 2010 г.).
В общинската територия се намира село Асиняно (Assignano).